# Neutraubling
Neutraubling é uma cidade alemã localizada no distrito de Ratisbona, região administrativa de Oberpfalz, estado da Baviera.